# إريك مندونسا
إريك مندونسا (بالإسبانية: Erick Mendonça)‏ هو لاعب كرة قدم مكسيكي، ولد في 21 يوليو 1995 في المكسيك.